# Väikjärv
A Vaikjärv-tó Észtország Võru megyéjében, Haanja és Rõuge községek közelében található tó. A Haanja natúrpark területéhez tartozik.
A Väikjärv-tótól mindössze 200 m-re északnyugatra helyezkedik el a Kurgjärv-tó, amellyel a 19. században még közös víztömeget alkotott, napjainkban azonban a két tavat már egy mocsaras rész választja el egymástól.
A tó vízfelszíne 10,4 ha. A tó északi része mélyebb, itt a legnagyobb mélysége mintegy 15 méter, az átlagos mélység 4,5 m. A víz színe világos sárgás-barna. Nyáron a víz átlátszóbb, a téli időszakban az átlátszósága közepes. A tó a Haanja-dombságon 233 méter tengerszint feletti magasságban terül el, erdős terület veszi körül. A part északon és nyugaton homokos és kavicsos, délen és keleten agyagos, sáros. Az északi partját fürdőzésre, úszásra is használják.
A tó élővilága gazdag. Leggyakoribb halfaja a sügér, emellett csuka, bodorka és compó is él benne. A környéken a szárazföldön mintegy 15 állatfaj él.